# Juan Manuel Llop
Juan Manuel „Chocho” Llop (ur. 1 czerwca 1963 w Arroyo Dulce) – argentyński piłkarz występujący na pozycji pomocnika, trener piłkarski, od 2023 roku prowadzi ekwadorski Deportivo Santo Domingo.